# Shinji Tsujio
Dit overzicht is mogelijk incompleet; u kunt helpen door het uit te breiden.
Shinji Tsujio (Osaka, 23 december 1985) is een Japans voetballer.

## Carrière
Shinji Tsujio speelde tussen 2008 en 2012 voor Shimizu S-Pulse. Hij tekende in 2012 bij Sanfrecce Hiroshima.